# Henrica Wender
Henrica Gezina Wender (Hoogeveen, 21 agosto 1966) è un'ex cestista olandese.

## Carriera
Con i Paesi Bassi ha disputato due edizioni dei Campionati europei (1985, 1989).